# توماس دانيال فينتر
توماس دانيال فينتر (بالإنجليزية: Thomas Daniel Winter)‏ هو محامي وسياسي أمريكي، ولد في 7 يوليو 1896، وتوفي في 7 نوفمبر 1951. حزبياً، نشط في الحزب الجمهوري. وقد انتخب عضو مجلس النواب الأمريكي.